# شاخوفسکویه (استان اولیانوفسک)
شاخوفسکویه (به لاتین: Shakhovskoye) یک شهرک در استان اولیانوفسک در کشور روسیه است.